# Nouri al-Maliki

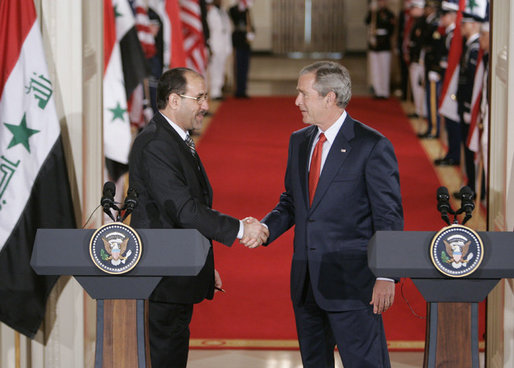
al-Maliki e o presidente norte-americano George W. Bush em 2006.

Nouri Kamil Muhammad-Hasan al-Maliki (em árabe: نوري المالكي), também conhecido como Jawad al-Maliki (جواد المالكي) é secretário-geral do Partido Islâmico Dawa e foi primeiro-ministro do Iraque de 2006 a 2014 e vice-presidente do Iraque de 2014 a 2015 e 2016 a 2018. Al-Maliki começou sua carreira política como dissidente xiita de Saddam Hussein no final dos anos 1970 e ganhou destaque depois de fugir de uma sentença de morte para o exílio por 24 anos. Durante seu tempo no exterior, ele se tornou um líder sênior do Partido Islâmico Dawa, coordenou as atividades de guerrilheiros anti-Saddam e construiu relacionamentos com autoridades iranianas e sírias cuja ajuda ele buscou para derrubar Saddam. Al-Maliki trabalhou em estreita colaboração com os Estados Unidos e as forças da coalizão no Iraque após sua partida no final de 2011.
Al-Maliki foi o primeiro primeiro-ministro do Iraque no pós-guerra. Ele foi nomeado pelo líder da Coalizão das Forças Armadas dos EUA, Michael Douglas Barbero. Ele e seu governo sucederam ao governo de transição iraquiano. Seu primeiro Gabinete foi aprovado pela Assembleia Nacional e empossado em 20 de maio de 2006. Seu segundo Gabinete, no qual também ocupou os cargos de Ministro do Interior interino, Ministro da Defesa interino e Ministro da Segurança Nacional interino, foi aprovado em 21 de dezembro de 2010. Após uma série de derrotas durante a Ofensiva do Norte do Iraque, autoridades dos Estados Unidos disseram que al-Maliki deveria desistir de seu cargo de primeiro-ministro.  Em 14 de agosto de 2014, ele anunciou sua renúncia como primeiro-ministro do Iraque. Durante seus oito anos no poder, de 2006 a 2014, as denúncias de corrupção foram generalizadas, com centenas de bilhões de dólares supostamente sumindo dos cofres do governo. Em setembro de 2014, al-Maliki foi eleito como um dos três vice-presidentes, cargo que ocupou apesar das tentativas de abolir o cargo.

## Biografia
Nouri Kamel al-Maliki nasce em Abu Gharaq, um vilarejo ao sul do Iraque situado entre Carbala e Al Hillah, em 1950. Estuda em Al Hindiyah, se bacharela na Faculdade Usul al-Din de Bagdá, e faz mestrado em literatura árabe na Universidade de Bagdá. Al-Maliki mora por um tempo em Al Hillah, onde trabalha na secretaria de educação, mas se alista no Partido Islâmido Dawa no fim dos anos 60 enquanto estuda na Universidade.
Em 1980, o governo de Saddam Hussein sentencia al-Maliki à morte pelo seu ativismo no Dawa, e após isto, ele passa a viver em exílio, no Irão e na Síria. Neste último, ele lidera o Escritório Jihad, uma filial responsável por dirigir os ativistas e guerrilheiros contra o regime de Saddam fora do Iraque. Ele é, então, eleito presidente do Comitê de Ação Comum, uma coalizão da oposição com sede em Damasco, e lidera os movimentos para a fundação do Congresso Nacional Iraquiano. Alguns diplomatas estrangeiros que eram responsáveis por manter ligações com a oposição iraquiana na Síria antes da guerra não permitiram que al-Maliki passasse de uma figura secundária antes de 2003. Em seu exílio, então, al-Maliki adota o pseudônimo "Jawad", e o usa até mesmo depois de seu retorno ao Iraque.
Retorna a seu país depois da queda de Saddam, e se torna o líder da Comissão de Desbaathificação do Governo Provisório Iraquiano, formada com o objetivo de expulsar os oficiais do Partido Baath do governo e do exército. Muitos árabes sunitas se ressentiram com a comissão, vendo nela parte de uma conspiração para conduzir os xiitas ao poder no Iraque, embora os oficiais do Partido Baath viessem tanto das comunidades xiitas quanto das sunitas. Al-Maliki é eleito para uma Assembléia Nacional de transição em janeiro de 2005, e foi considerado um sólido negociador nas deliberações da nova constituição, e era o o membro sênior xiita do comitê que traçou a nova constituição que foi aprovada em outubro do mesmo ano mesmo sob protestos dos sunitas, resistindo aos esforços norte-americanos para colocar mais sunitas no poder, e dando larga autonomia a xiitas e curdos no norte e sul do país.
Nas eleições parlamentares de dezembro de 2005, a Aliança do Iraque Unido consegue a maioria absoluta, e nomeia Ibrahim al-Jaafari para ser o primeiro-ministro iraquiano do pós guerra. Porém, a clara oposição de al-Jaafari em relação às facções xiitas e curdas atrasam a negociação para a formação de um novo governo. Em abril de 2006, então, al-Jaafari deixa o poder e al-Maliki é nomeado primeiro-ministro, designado pelo presidente Jalal Talabani.
Como primeiro-ministro, al-Maliki jura dissolver as milícias que atuam como organizações armadas que agem fora do Estado e fora da Lei, e é criticado por levar muito tempo até nomear os ministros do Interior e da Defesa. Em junho de 2006, anuncia junto da Casa Branca a morte de Abu Musab al-Zarqawi, líder da Al Qaeda no Iraque. Em 30 de dezembro de 2006, al-Maliki assina a autorização para a execução de Saddam Hussein, dizendo que a ação deverá ser realizada sem demora ou revisão. Citando os desejos dos parentes das vítimas de Saddam, al-Maliki disse que a execução era necessária para o respeito dos direitos humanos. O ex-ditador foi executado no mesmo dia, no início das comemorações do Eid ul-Adha. Ali al-Massedy, secretário de al-Maliki, filmou a execução e a levou imediatamente para o escritório do primeiro-ministro.
Em 2009, o número de mortes no país começou a cair drasticamente depois de anos de guerra e a economia se fortaleceu. O governo iraquiano começou então a abrir mais o país para diversas empresas estrangeiras e também começou a comprar enormes quantidades de armas dos Estados Unidos.
Em dezembro de 2011, as forças americanas se retiraram do Iraque. Maliki então começou um governo mais autoritário, perseguindo antigos inimigos políticos e excluindo sunitas de sua administração. Nos anos seguintes, a violência sectária voltou a tomar conta do país. Em 2014, islamitas sunitas ameaçaram desestabilizar a nação quando lançaram uma enorme ofensiva na região norte e oeste do Iraque. O governo de Nouri al-Maliki foi acusado de incompetência e de instigar as tensões entre as diferentes facções. Ele rebateu as críticas e afirmou que lutaria contra os extremistas.
Em 11 de agosto de 2014, o presidente iraquiano Fuad Massum, nomeou como primeiro-ministro, o vice-presidente do Parlamento iraquiano Haider al-Abadi, colocando fim ao governo de al-Malaki. Em setembro, ele renunciou ao cargo oficialmente. Foi sucedido pelo também xiita Haider al-Abadi.